# 1924-es Grand Prix-szezon
Az 1924-es Grand Prix-szezon volt a Formula–1 előtti éra tizenhetedik szezonja. Az előző évhez hasonlóan három Grandes Épreuves-versenyt rendeztek.

## Versenyek

### Grandes Épreuves
| Verseny                 | Helyszín     | Időpont      | Győztes versenyző     | Győztes konstruktőr | Összefoglaló |
| ----------------------- | ------------ | ------------ | --------------------- | ------------------- | ------------ |
| indianapolisi 500       | Indianapolis | Május 30.    | Joe Boyer L. L. Corum | Duesenberg          | Összefoglaló |
| francia/európai nagydíj | Lyon         | Augusztus 3. | Giuseppe Campari      | Alfa Romeo          | Összefoglaló |
| olasz nagydíj           | Monza        | Október 19.  | Antonio Ascari        | Alfa Romeo          | Összefoglaló |

### Egyéb versenyek
| Verseny                 | Helyszín  | Időpont        | Győztes versenyző  | Győztes konstruktőr | Összefoglaló |
| ----------------------- | --------- | -------------- | ------------------ | ------------------- | ------------ |
| tigulliói nagydíj       | Tigullio  | Április 13.    | Tazio Nuvolari     | Bianchi             | Összefoglaló |
| Targa Florio            | Madonie   | Április 27.    | Christian Werner   | Mercedes            | Összefoglaló |
| Coppa Florio            | Madonie   | Április 27.    | Christian Werner   | Mercedes            | Összefoglaló |
| belfiorei nagydíj       | Belfiore  | Május 4.       | Antonio Masperi    | Bianchi             | Összefoglaló |
| Perugia-kupa            | Perugia   | Május 18.      | Emilio Materassi   | Itala               | Összefoglaló |
| saviói nagydíj          | Ravenna   | Május 23.      | Enzo Ferrari       | Alfa Romeo          | Összefoglaló |
| polesinei nagydíj       | Polesine  | Június 1.      | Enzo Ferrari       | Alfa Romeo          | Összefoglaló |
| cremonai nagydíj        | Cremona   | Június 9.      | Antonio Ascari     | Alfa Romeo          | Összefoglaló |
| Coppa Acerbo            | Pescara   | Július 13.     | Enzo Ferrari       | Alfa Romeo          | Összefoglaló |
| Autodrome Cup           | Miramas   | Július 13.     | Martín de Álzaga   | Sunbeam             | Összefoglaló |
| Coppa Montenero         | Montenero | Augusztus 17.  | Renato Balestrero  | OM                  | Összefoglaló |
| mugellói nagydíj        | Mugello   | Augusztus 31.  | Giuseppe Morandi   | OM                  | Összefoglaló |
| San Sebastián-i nagydíj | Lasarte   | Szeptember 27. | Henry Segrave      | Sunbeam             | Összefoglaló |
| Champions Match         | Montlhéry | Október 12.    | Ernest Eldridge    | FIAT                | Összefoglaló |
| GP de l'Ouverture       | Montlhéry | Október 19.    | J. G. Parry-Thomas | Leyland-Thomas      | Összefoglaló |
| Garda-nagydíj           | Salò      | November 9.    | Guido Meregalli    | Diatto              | Összefoglaló |